# 阿片類藥物氾濫
阿片類藥物氾濫（英語：opioid epidemic）舊稱鴉片類藥物氾濫、阿片類藥物危機（opioid crisis），是指因滥用阿片类藥物导致相关死亡增加的現象。从1990年代在美国出现以来，造成了重大的醫療、社會、心理和經濟後果。

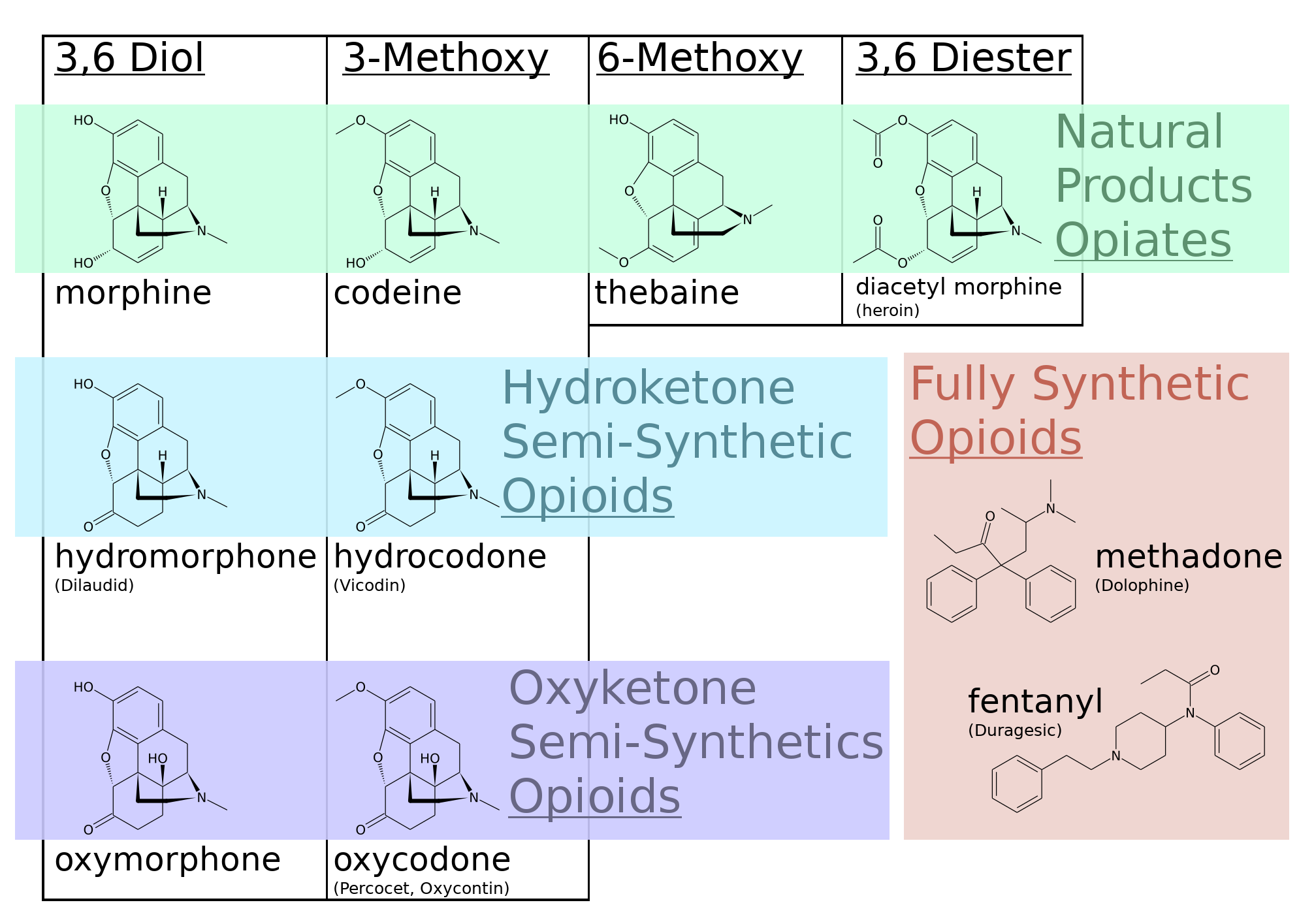
不同阿片劑與阿片類藥物結構特性的圖表，也顯示半合成與全合成阿片劑結構不同處。

芬太尼. 2 mg （右側白色粉末）對於大多數人來說是致命劑量。 1美分硬幣寬 19 毫米（0.75 英寸）。

阿片類藥物是一系列有中度至強度效力的鎮痛藥，包括羥考酮（商品名有奥施康定（OxyContin）和Percocet）、氫可酮（商品名Vicodin和Norco）和芬太尼等。尽管其具有成癮和過量使用的潛在風險，但仍被广泛地用作医疗和娱乐性药物。由於阿片類藥物對延髓中的呼吸中樞具有鎮定作用，高劑量的阿片類藥物會導致呼吸抑制，有可能會導致呼吸衰竭和死亡。
阿片類藥物在治療急性疼痛方面非常有效，但關於它們是否能有效治療慢性疼痛或劇烈的頑固性疼痛，則有激烈的爭論，原因為這類藥物所產生的風險或會超過獲益。

## 美國

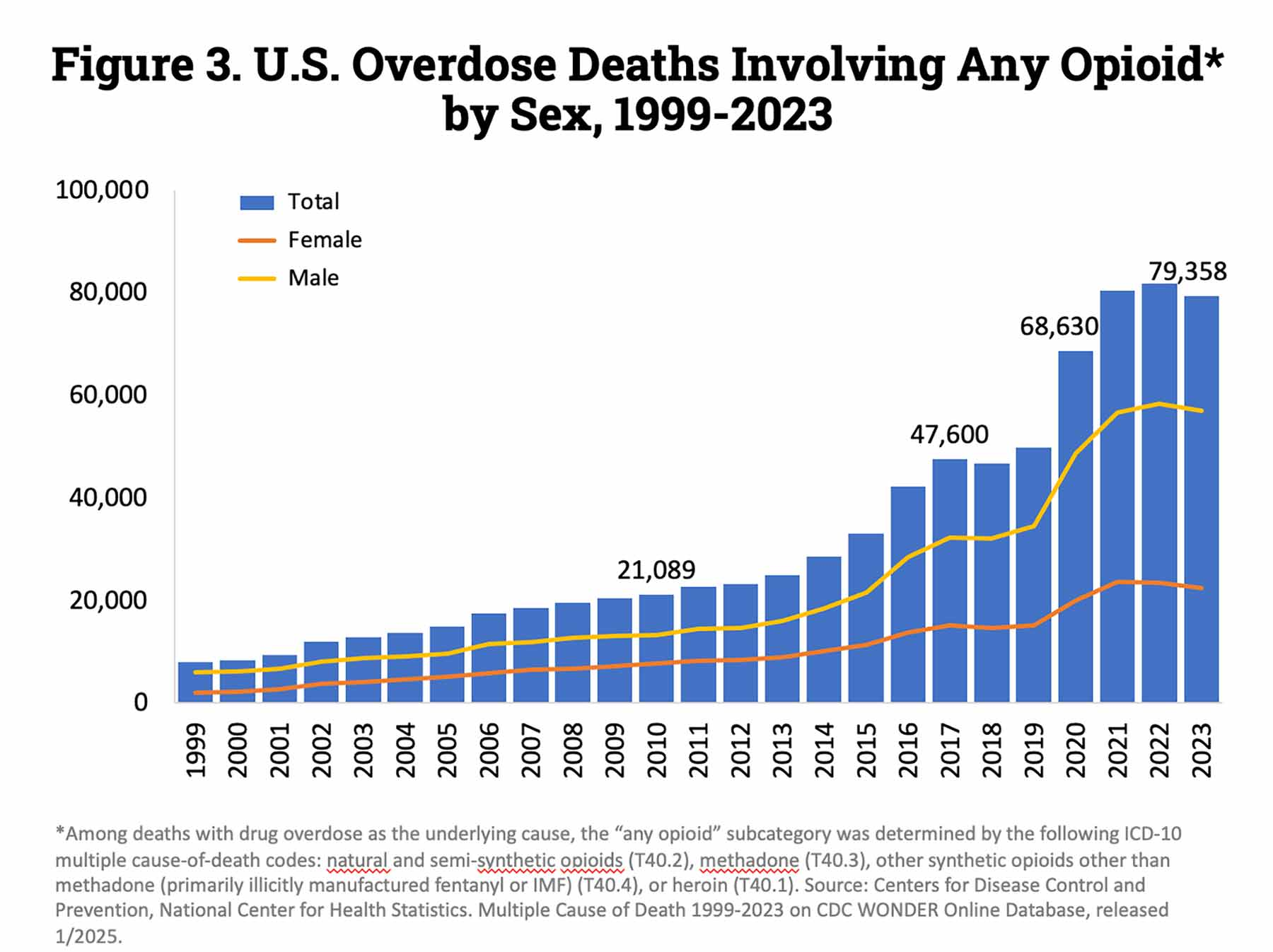
美國每年因不同鴉片類藥物過量而造成死亡的人數。

美國從1999年到2016年，估計有453,300人因使用阿片類藥物而致命。美國醫務總監所稱的“阿片類藥物危機”，被推斷為由於1990年代因過度使用阿片類藥物作為處方藥所引起，而導致美國疾病控制與預防中心（CDC）在2016年推出有爭議性的“開立阿片類藥物處方治療慢性疼痛指南（Guideline for Prescribing Opioids for Chronic Pain）”，以及由此產生對患有慢性、退化性、和生命終期疼痛的患者，以及受阿片类药物使用障碍（簡稱OUD，是（物質使用疾患（簡稱SUD）之下的子類別）所困擾者，在獲取處方阿片類藥物方面的影響。手術後為疼痛管理而開始使用阿片類藥物，長期以來一直被認為是造成阿片類藥物危機的因素之一，估計約有4.3%的人在開始用於治療疼痛之後，會繼續長期使用。
當人們繼續使用，超出醫生規定的數量時，無論是為減少疼痛還是要產生欣快感覺，都可能是藥物使用疾患開始發展之中，接著會產生藥物耐受性，當個體必須仰賴藥物來對抗戒斷症狀，就表示已有依賴的狀況。研究者指出，公眾普遍希望找到一種能解決所有問題的萬靈丹，但較好的解決方案應是改變生活方式，例如運動、改善飲食、和減輕壓力。使用阿片類藥物治療疼痛相對便宜，而如物理治療的替代干預措施，並非一般人所能負擔。
估計美國在1990年代後期約有1億人（即全國3分之1的人口）有慢性疼痛的問題，而導致藥廠和聯邦政府推動擴大阿片類鎮痛藥的使用。此外，倡導組織如聯合委員會推動醫生重視患者的疼痛，稱疼痛為第五種生命徵象（另外四種徵象為體溫、血壓、心律、呼吸速率），在原本阿片類藥物處方的數量已在增加中的情況下，更把這類藥物的使用擴大。1991年至2011年間，美國鎮痛藥處方箋從每年7,600萬張增加到2.19億張，到2016年則超過2.89億張。:43
與阿片類鎮痛藥處方箋增長對應的是治療這類藥物的濫用，和與此類藥物使用相關的死亡人數增長。這說明原本合法的臨床處方藥如何轉移到非法的使用，造成濫用、成癮和死亡的後果。隨著使用數量增加，這些藥物的效力也被加強。到2002年，6分之1的使用者接受的處方藥，其效力遠高於嗎啡；到2012年，這種比例翻了一倍，達到3分之1。最常開立的處方阿片類藥物是羥考酮和氫可酮。
這種泛滥被描述為“美國獨有的問題”。根據美國的醫療系統，凡不符合政府醫療保險計劃資格的人必須取得私人醫療保險，而系統傾向採用藥物，而非較昂貴的治療方式做治療。根據Judith Feinberg教授的說法，“大多數醫療保險，尤其是針對窮人的，通常只肯用藥丸來處理問題。” 美國處方箋中包含阿片類藥物的比率，比其他已開發國家（如德國或是加拿大）高出40%。雖然開立阿片類藥物處方箋在2001年至2010年間有所增加，但在同一時期的門診就診中，非阿片類藥物鎮痛藥（阿司匹林、布洛芬等）的處方箋佔比從38%降至29%，而美國在同期所報告的疼痛案例數量並無變化。這現象引發不同的醫學意見，有人指出幾乎沒證據顯示阿片類藥物對癌症引起的慢性疼痛之外的疼痛會有效果。

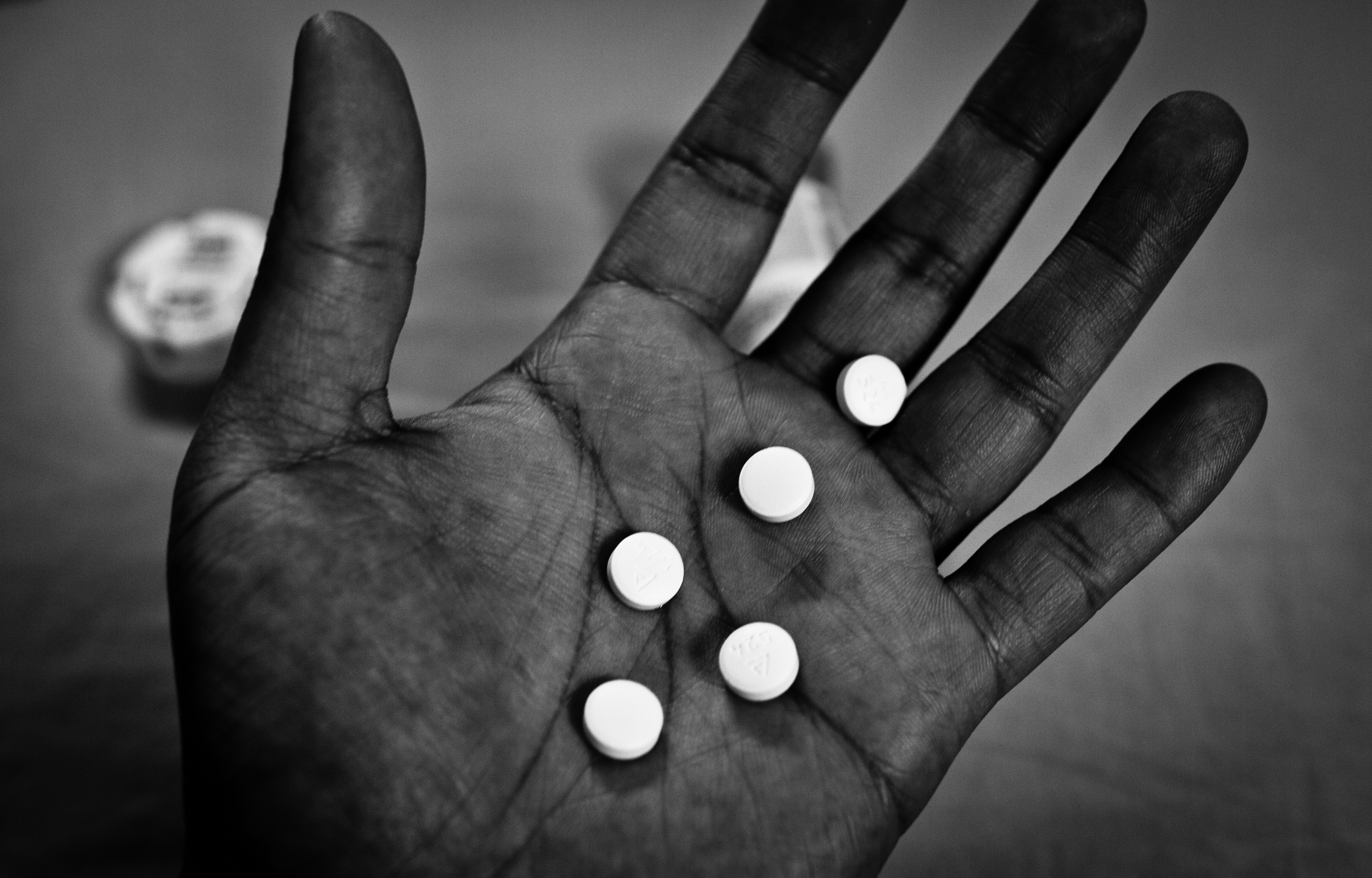
氫可酮 (Hydrocodone)，最流行的阿片類藥物之一。

### 針對女性
阿片類藥物流行病對女性和男性所造成的影響不同，例如女性比男性較有可能被開立阿片類藥物，繼而發展成物質使用疾患。女性也比男性更容罹患慢性疼痛。碰到家庭暴力和強姦的案例，女性被開立鎮痛藥的機率會高於男性。此外，女性在懷孕期間會用來舒緩妊娠疼痛，特別是產後疼痛。女性在2010年因阿片類藥物而死亡的人數比1999年增加5倍。為阻止阿片類藥物濫用情況於女性之中蔓延，除建議對她們進行藥物會導致成癮的教育之外，並盡可能讓她們使用替代藥物，以防止成癮發生。

### 針對青少年
青少年也是另一類容易發生阿片類藥物成癮的群體。這個群組在青少年時期之前的兒童時期，其獎賞中心（也稱為中腦邊緣通路）就已快速發育。獎勵中心在發展時，即使小額的獎勵就可鼓勵他們學習、激勵、及良好行為表現。發育在青少年時期達到頂峰，而開始感覺需要更大、更有意義的獎勵，例如透過直接與神經受體結合而產生獎勵信號的精神藥物。青少年也擁有未充分發育的前額葉皮質（負責衝動控制和決策）。未發育完整的前額葉皮質和運作不全的獎勵系統相結合，導致青少年有尋求成癮的行為，並經由物質使用疾患而提高神經系統的變化傾向。CDC估計美國在2018年，在12歲及以上的群組中，有超過5,300萬人會濫用處方藥。
一項在2020年發表對小兒科阿片類藥物流行的審查指出，在2017年，14至24歲的群組中有4,094例因阿片類藥物過量而死亡。青少年通常使用阿片類藥物作娛樂性用途，而非用作疼痛管理。CDC表示在與青少年阿片類藥物相關的，每119次急診案件和每22次入院治療，就有1起死亡案例。根據報告，在2014年有50萬美國青少年使用非處方阿片類藥物，而這些人之中有3分之1罹患物質使用疾患。
根據廣泛討論，家庭是影響青少年濫用，以及導致治療的因素。而家庭參與已被證明可透過解決這種風險因素，而解決青少年的物質使用問題。導致阿片類藥物使用普遍的風險因素也包括容易取得。1990年代晚期，由於藥廠加強對阿片類藥物的推薦，導致成人家庭大量使用處方止痛藥。如果家庭成員正使用這種藥物，或是曾經使用過，而未妥善拋棄，或是沒正確保管時，會讓家裡面的青少年輕易取得。
正確的拋棄方式對於防止青少年誤用至關重要。 一項全國性的醫療保險隊列研究，涵蓋對象有近90,000名13至21歲，接受處方阿片類藥物的患者，發現其中有5%在手術後90天或更久，仍繼續攝取這類處方藥。
美國緝毒局的藥物回收計劃是最常見和最規範的處置方法，但也無法保證相關患者會遵守。
不僅年輕人罹患此類成癮的風險更高，而為這群組治療也比為老年人治療更為困難。對流行病學文獻所做的系統綜述研究發現，青少年和年輕人願意花在做藥物治療的時間長度，始終較年長成年人為短，這就是為何學校需要實施有效的策略和計劃，來教導青少年有關阿片類藥物濫用的危險和後果。雖然青少年花費在治療的時間遠低於成年人，但從小就給予他們教育，應該有助於讓他們遠離這些藥物。

### 治療不足
在美國，這種阿片類藥物流行病會持續存在的原因有好幾種。其中之一是全國缺乏適當治療方式，而且治療中心數量不足。像紐約市這樣的大城市，跟鄉下地方一樣，同樣缺乏治療服務和設施。阿片類藥物流行病難以控制的另個原因是提供給做康復治療者的住房有限。住房不夠，會讓正進行康復治療的患者容易回到非常不健康的環境和人際關係中，因而促進藥物濫用。
除住房問題之外，藥物使用者完成康復治療後也難以找到工作。一旦藥物使用者留下犯罪記錄，縱然完成康復治療也無法找到工作。由於工作不穩定，產生壓力，而有導致疾患復發的可能。事實上“全方位服務”或是為剛從康復中心出來或是完成康復計畫的患者提供服務的項目，這種服務或是很少，或是根本不存在，也是這種流行病會持續這麼久的重要原因。

### 公共政策響應
對於終止阿片類藥物流行病，公眾反應所邁出的第一步是從俄克拉荷馬州對普渡製藥公司提起的訴訟開始。俄克拉荷馬州政府認為普渡製藥公司犯下啟動阿片類藥物流行的原因，是因為公司強力營銷和隱瞞藥物會導致成癮的事實。藥廠營銷策略之一是把“物質使用疾患”重新定義為“偽成癮”。2019年，普渡製藥同意和解並向俄克拉荷馬州支付2.7億美元，用於成癮研究以及治療。這次和解表示其他各州對於類似阿片類藥物藥廠所採取法律行動有機會勝訴。特別是像加利福尼亞州正提出類似的主張，認為普渡製藥把藥物奥施康定包裝成為一種安全且有效的治療藥物，而在加州造成阿片類藥物危機，導致數千人因藥物過量而喪命。
普渡製藥在2019年提出破產計畫，願提供45億美金以作和解，條件是保護這家公司主要股東賽克勒家族，免受追訴，但為法庭拒絕。但美國聯邦地區法院法官Colleen McMahon在2022年1月7日裁定普渡製藥可就此上訴，期限為在同年1月17日前提出。

### 對應相關法律
美國在1970年頒布的《管制物質法案》第二章，制定5項藥物種類來規範和控制相關藥物的製造和分銷事項。川普總統在2017年正式宣布阿片類藥物危機為“突發公共衛生緊急情況。”2018年，美國聯邦政府頒布《患者及社區支持法案》，目標為幫助美國人獲得阿片類藥物成癮治療，並幫助減少阿片類藥物的處方數量。其他的做法包括立法，讓美國衛生及公共服務部提供資金，以協助支持注射器服務計劃（Syringe Services Programs）的創建和實施。最近立法機關已開始倡導實施受監督的注射站作為另一類克服阿片類藥物危機的方式，以降低傷害。但美國第三巡迴上訴法院引用聯邦古柯鹼場所法規（Crack House Statute Law ），認為受監督的注射站違法，導致這種做法無法進行 。

## 加拿大

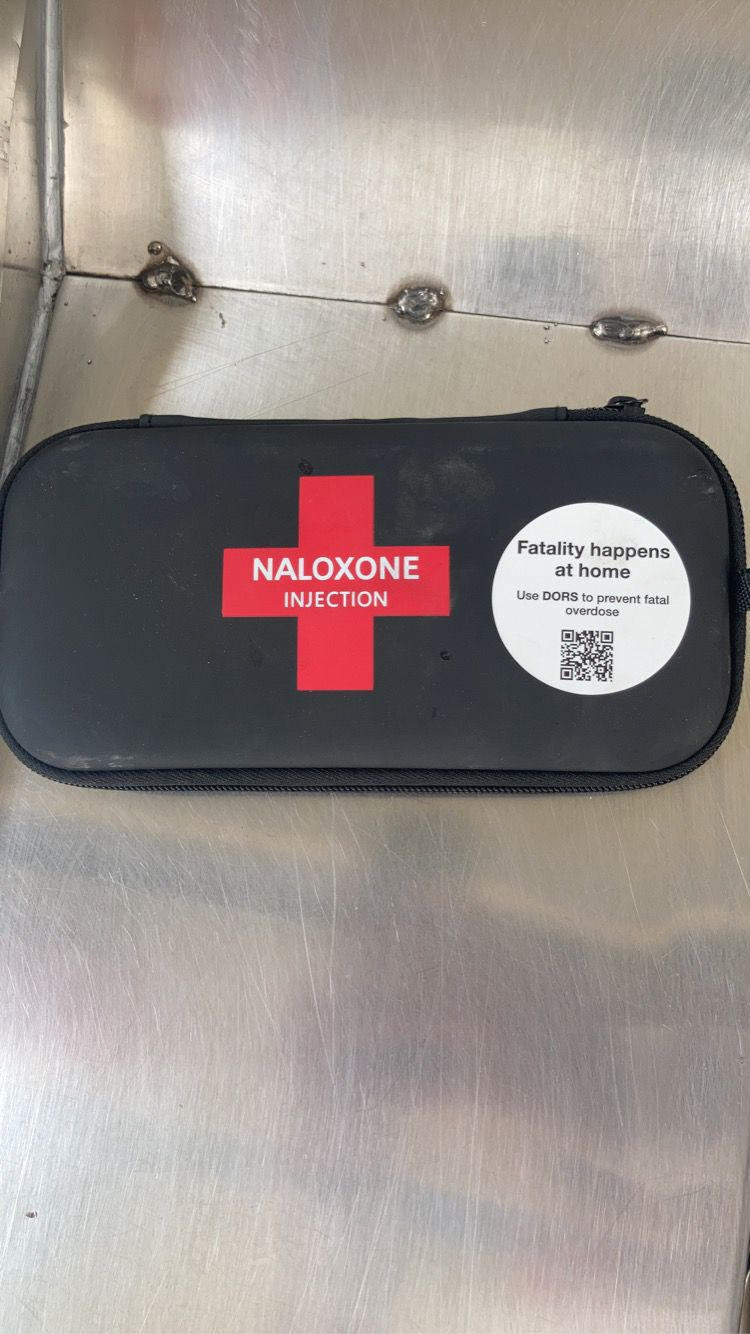
納洛酮注射套件 (Naloxone kit)，拍攝於加拿大卡爾加里的火車站。

加拿大不列顛哥倫比亞省首席驗屍官在1993年的報告中提起當地與藥物有關的死亡人數“異常高”（有330人）。到2017年，不列顛哥倫比亞省的此類死亡人數有1,473人，加拿大整體則有3,996人因此死亡。
加拿大在2015年被確定是繼美國之後，在人均處方阿片類藥物的使用上排名世界第二。在艾伯塔省，由於阿片類藥物過量而導致送入急診室就診的，在過去5年內增加的幅度是1,000%，涉及的有處方以及非法藥物，而就中尤其以芬太尼和芬太尼類似物最多。加拿大政府管理的非營利組織加拿大健康諮詢研究所發現其中3分之1的過量是由蓄意服用藥物所造成（而有一半的過量是出於意外），但在15-24歲的群組裡面，蓄意而導致的過量佔比是接近一半。2017年，加拿大的阿片類藥物相關死亡有3,987例，其中92%是出於意外。2017年與2016年相比，涉及芬太尼或芬太尼類似物的死亡人數增加17%。2020年4月至12月，與前一年同期相比，與阿片類藥物相關的死亡人數增加89%。薩斯喀徹溫省的薩克屯市在2020年5月曾有過創下高紀錄的阿片類藥物過量案例，原因是不斷擴大的藥物使用以及人們因為2019冠狀病毒病疫情的隔離措施，導致需要心理健康服務。在2020年1月疫情開始後的12個月，因為疑似阿片類藥物緊急事件而啟動超過28,800次緊急醫療服務（EMS)。
北美洲第一座受醫療監督藥物注射站於2003年在溫哥華市中心東區 (DTES) 附近開始運作。這種注射站經法律認可、且受到醫療監督，個人可在其中攝取非法娛樂性藥物，這種措施是解決藥物問題方法中減輕傷害的做法，場所中還提供有關藥物和基本醫療衛生服務、諮詢、無菌注射設備、醫療轉診和遇到過量的情況時提供醫事人員協助。加拿大衛生部已在全國授權設立16處注射站。在加拿大，因藥物過量而導致住院的案例中，約有一半是出於意外，而3分之1是蓄意而造成。
加拿大於2012年把羥考酮（商品名有奥施康定（OxyContin））從處方集中刪除，同時減少醫療用阿片類藥物處方，反而導致效力更強、更危險的阿片類藥物，如芬太尼和卡芬太尼等的非法供應。估計加拿大在2018年，約有100萬人使用這類藥物的。不列顛哥倫比亞省疾病預防與控制中心的Jane Buxton博士於2012年，安排溫哥華加入在家施用納洛酮計劃，為高風險群組人們提供快速逆轉阿片類藥物過量影響的藥物。

## 北美洲以外地區
全球的阿片類藥物使用，大約有80%發生在美國。但這情況在美國以外也成為嚴重的問題，主要是發生在年輕人之中。令人擔心處，不僅與藥物本身有關，而且在許多國家，少有醫生在藥物成癮方面，無論是在成因，還是在治療方面，曾受過足夠的訓練。根據哥倫比亞大學的一位流行病學家的說法：“一旦此類藥物開始進入其他國家，並讓人們相信阿片類藥物是安全的，我們會看到[阿片類藥物濫用]飆升。現在美國發生，有何理由不會在其他地方發生？“
全世界因阿片類藥物和處方藥而造成的許多死亡是由於共用針頭，而得到性傳染病的結果。這情況讓針頭和注射器交換計畫的全球倡議出現，在歐洲，處方阿片類藥物佔過量死亡的4分之3，佔15-39歲群組人口死亡總數的3.5%。有人擔心如果不把這種流行病加以遏制，將來可能會成為全球性流行病。加拿大、澳大利亞和歐洲青少年的處方藥濫用情況與美國的相當。調查發現在黎巴嫩和沙烏地阿拉伯、以及中國的部分地區，有10分之1的學生把處方止痛藥用於非醫療目的。在整個歐洲（包括西班牙和英國）的年輕人中也發現類似的高非醫療使用率。西班牙在2017年有1,049例死亡與阿片類藥物有關。
雖然強效阿片劑在歐盟受到嚴格監管，但有可待因這類“隱性成癮物質”的存在。可待因雖是種溫和的止痛藥，但會在肝臟中轉化為嗎啡。愛爾蘭沃特福德理工學院的教授Michael Bergin博士說:“可待因是種隱形成癮物質，會影響社會中不同層面的人，從兒童到老年人都有。“

### 緬甸
2020年5月18日，緬甸政府和聯合國毒品和犯罪問題辦公室 (UNODC) 共同宣布，警方在過去3個月中沒收零售價格達數億美元的非法藥物，其中大部分是甲基苯丙胺；他們還查扣3,750升（990加侖）的液體阿法甲基硫代芬太尼（可用於製造合成阿片類藥物）。

### 英國
從2017年1月到8月，英國發生60起芬太尼過量致死事件。在英格蘭不同地區開立阿片類藥物處方藥的方式，顯示在當地普遍存在的健康不平等情況。2019年7月，兩名在網路藥房工作的一般科醫師因沒採取適當保護措施而開立阿片類藥物處方，被醫學總會吊扣執照。蘇格蘭在15至64歲人口群組中的藥物死亡率，每百萬人有175人，是迄今為止歐盟國家中表現最差者。英國公共衛生部在2019年9月報告稱，有一半使用強效鎮痛藥、抗抑鬱藥、和安眠藥的患者，服用的時間都超過一年，這通常比“臨床上”合適的時間較長，而且風險可能會超過益處。 衛生部發現英國因此死亡的人數低於大多數的國家，但英格蘭和威爾士在2018年有4,359人死於藥物中毒，主要是阿片類藥物，是自1993年以來的最高記錄。
公共衛生部在2019年9月報告稱，在截至2018年3月的一年內，英格蘭有1,150萬成年人被開立處方的苯二氮䓬類、類苯二氮䓬類藥物、加巴噴丁類藥物、阿片類藥物、或是抗抑鬱藥。其中一半的處方已經連續開立至少超過一年。大約有540,000人持續接受處方阿片類藥物治療長達三年，或是更久。阿片類藥物和類苯二氮䓬類藥物的處方有所減少，但抗抑鬱藥和加巴噴丁類藥物處方則有增加，加巴噴丁類藥物在2015年至2018年間增加19%，使用者約有150萬人。
根據報導，英格蘭在2021/2022期間為患者開立會形成依賴的處方藥物，在最貧困地區的人數達到180萬，是當地最不貧困地區有同樣症狀人數的1.66倍。這種模式自2015/2016年以來始終維持一致。

### 歐洲大陸
雖然在英國和歐洲，與非法芬太尼和羥考酮相關的過量用藥導致的死亡相對較少，但自 2015 年以來，阿片類藥物中毒導致的致命後果略有增加。在歐洲大陸，阿片類藥物/阿片製劑使用導致的死亡人數上升，部分原因是40 歲及以上的成癮者患有慢性疾病，但最近因嘗試“設計藥物”的年輕使用者所經歷的一些死亡更令人不安。 瑞士的一項研究顯示，總體而言，截至2022 年，歐洲成癮者使用芬太尼的情況很少見，但與此同時，自2019 年以來，阿片類藥物使用造成的總體死亡人數增加了177%。與西方世界其他地區一樣，2019冠状病毒病疫情導致成癮者的治療方法減少，但同時增加了黑市上合成阿片類藥物的供應。

## 取得處方阿片類藥物
2019冠狀病毒病疫情的發生，導致人們擔心會影響到世界各地患者的阿片類藥物取得。全世界在2019年約有2,550萬人（其中包括250萬兒童）在死亡前缺乏鎮痛藥以舒緩疼痛，其中許多病例發生在低收入和中等收入國家。目前各國在取得鎮痛藥之間的差距很大。美國本身生產或進口的鎮痛藥是其需要量的30倍，而低收入國家如奈及利亞取得的藥物數量還不到所需的0.2%，世界上90%的嗎啡由世界上最富有的10%人所使用。
美國的阿片類藥物氾濫產生一種“阿片恐懼症”，在一些西方世界立法者和慈善家之間引發關於採取“向毒品宣戰的對話”，他們擔心在美國以外引發類似的阿片類藥物氾濫問題，而反對增加其他國家對阿片類藥物的取得性。聯合國（UN）所屬的國際麻醉品管制局(INCB) ，目的在透過檢測，以防止成癮，但又要確保有適當的阿片類藥物可用於醫療用途。這個組織制定限制阿片類藥物取得性的書面法律範例，鼓勵各國立法實施。許多這類法律對低收入國家的影響尤為顯著；例如一項示範法規定只有醫生才能提供阿片類藥物，貧窮國家的醫生數量稀少，患者在鴉片類藥物的取得方面因此受到限制。
中國國家禁毒委員會副主任劉躍進在2018年針對美國市場在推動阿片類藥物需求方面所產生的影響提出批評。
醫學新聞網站STAT在2016年報導說，雖然墨西哥的犯罪組織卡特爾是把海洛英走私到美國的主要源頭，但中國供應商則提供芬太尼原料及生產所需的設備。在加拿大不列顛哥倫比亞省，警方發現一個實驗室每月可生產100,000顆芬太尼藥丸，然後運往艾伯塔省的卡爾加里銷售。卡爾加里當地在2015年有90起藥物過量的案例。 在美國南加利福尼亞州，聯邦幹員發現一處擁有6台壓片機的家庭式藥物實驗室；每台機器具有每小時生產數千顆藥丸的能力。
2018年，一名住在倫敦的婦女攝取從布拉格網路藥房購得的曲馬多處方藥後死亡，原因是藥房的醫生並未把這位女士的病史列入考慮。英國的監管機構承認他們無法阻止這種情況再次發生。2019年9月，《泰晤士報》的一名記者只憑填寫網上問卷並傳送護照影本，在沒經過一般科醫師諮詢的情況下，從5家網路藥房購得阿片類藥物。

## 阿片類藥物替代品
可替代阿片類藥物的藥物包括非處方鎮痛藥，例如布洛芬、泰諾、和阿司匹林，也有類固醇類的選項。除替代藥物外，有許多體育活動也可緩解疼痛。物理治療、針灸、注射、神經傳導阻滯、按摩及放鬆技術等對於治療慢性疼痛有幫助。新的疼痛管理藥物，如大麻、和大麻素也被發現有助於治療疼痛症狀。許多治療方法（如癌症治療）也運用這些藥物來控制疼痛。

## 成癮跡象
對阿片類藥物成癮的人，在行為上會發生許多變化。一些常見的醫學徵象包括花更多時間獨處、對活動失去興趣、情緒變動迅速、在非正常時間睡覺、觸犯法律以及發生經濟困難。發現自己，或是同儕有這種行為，應儘速找醫生諮詢，尋求協助。

## 成癮的治療和預防
治療阿片類藥物使用疾患的方式有幾種：藥物輔助治療途徑使用美沙酮、舒倍生（Suboxone（丁丙諾啡+納洛酮））、和那曲酮（商品名Vivitrol）。認知行為療法和醫療諮詢被證明有效，遠距數位護理計劃可協助提高戒除成功率。

## 進一步閱讀
- Pryma, Jane. 2022. "Technologies of Expertise: Opioids and Pain Management’s Credibility Crisis." American Sociological Review.